# Polska Organizacja Wojskowa

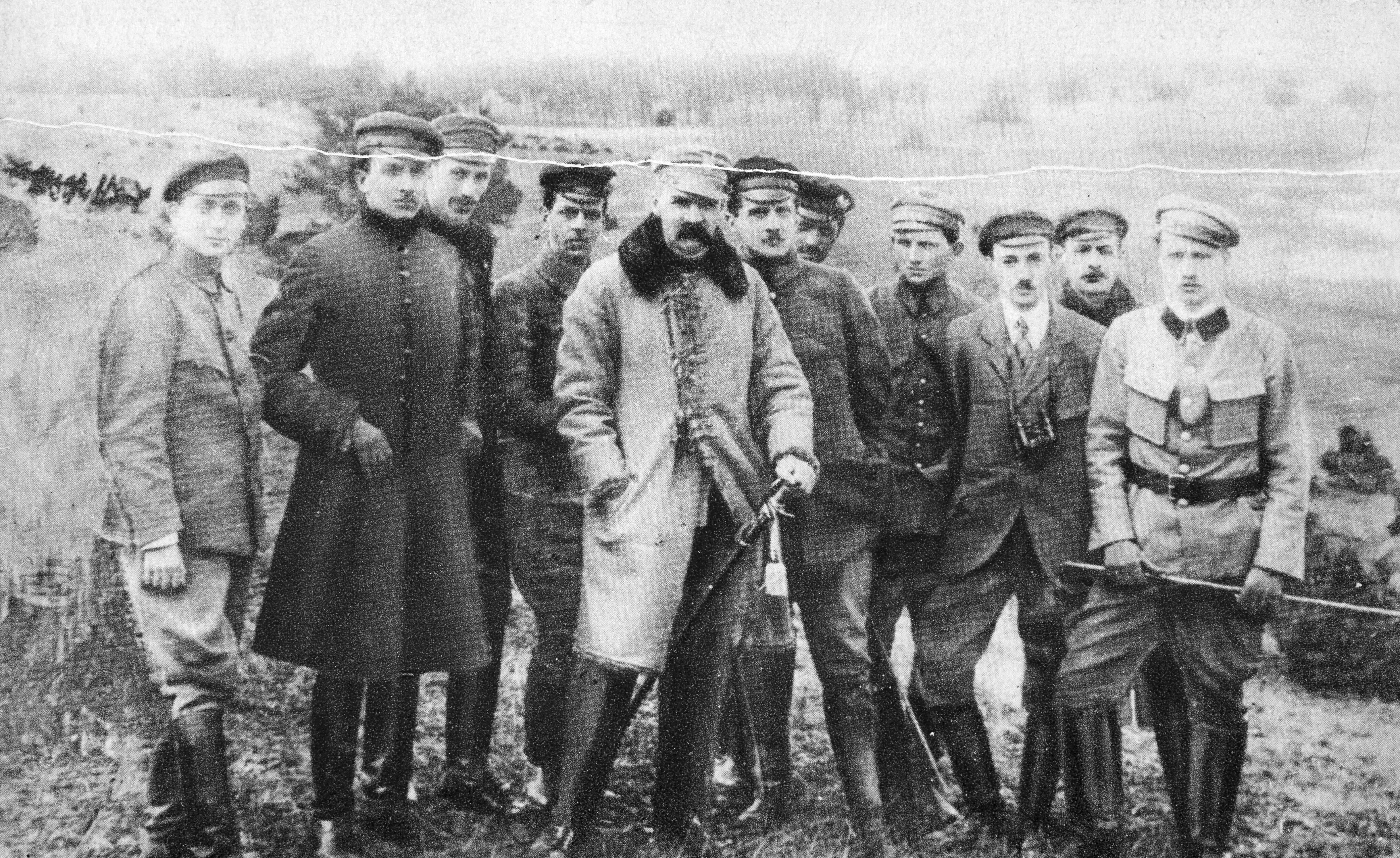
Der Begründer der Organisation, Józef Piłsudski (Bildmitte), mit dem Oberkommando der Polska Organizacja Wojskowa im Kriegsjahr 1917

Die Polska Organizacja Wojskowa (Abk. POW, deutsch Polnische Militärorganisation) war eine geheime Militärorganisation polnischer Unabhängigkeitskämpfer während des Ersten Weltkriegs und wurde im August 1914 von Józef Piłsudski gegründet. Sie wurde im Nachrichtendienst und für Sabotageaktionen gegen die Besatzer Polens eingesetzt.

## Entstehung und Einsatz gegen Russland
Die POW entstand 1914 durch Zusammenführung von großen Teilen der vor allem Jugendliche ansprechenden, paramilitärischen Organisationen Związek Strzelecki (deutsch Schützenverband) und der Polskie Drużyny Strzeleckie (deutsch Polnische Schützenstaffeln), die mit Billigung der österreichischen Behörden in Galizien entstanden waren. Die neu entstandene, paramilitärische Einheit diente als Geheimdienst- und Sabotageorganisation der Ergänzung zu den etwa zeitgleich aufgestellten Polnischen Legionen, die als reguläre Truppe am Ersten Weltkrieg auf österreichischer Seite teilnahmen. Die Aktionen der POW richteten sich zunächst gegen die russischen Besatzer im sogenannten Weichselland; weshalb sie von Galizien aus in den ersten drei Jahren in einem Graubereich zwischen inoffizieller Anerkennung und Untergrundarbeit agierte. Die österreichischen Behörden erhofften sich von der POW gar die Vorbereitung eines polnischen Aufstandes gegen die russischen Besatzer. Zu Anfang agierte die Organisation in Zentralpolen; im Laufe der Zeit entstanden jedoch Ableger in allen Teilungsgebieten des ehemaligen polnisch-litauischen Unionsstaats (in heute zu Litauen, Belarus und der Ukraine gehörenden Gebieten). Neben Spionage und Sabotage war die Organisation auch in der Ausbildung ihrer Angehörigen sowie Waffenbeschaffung tätig.
Viele Mitglieder der Legionen waren zeitgleich auch POW-Angehörige. Auch wenn sie politisch von einem Komitee unter Jędrzej Moraczewski geführt wurde, entschied Józef Piłsudski, der auch Kommandeur der I. Brigade der Legionen war, über die militärischen Einsätze der Organisation. So hatte er Offiziere seiner Brigade abkommandiert, um Geheimeinsätze der POW hinter den russischen Linien durchzuführen. Im Jahr 1915 wurden in den vier POW-Gruppierungen in Warschau, Lublin, Radom und Siedlce rund 1000 Personen eingesetzt. 1916 verfügte sie bereits über 5000 Angehörige. Nach der weitgehenden Besetzung Zentralpolens durch die Mittelmächte im Jahr 1915, unterstützte auch die deutsche Armee inoffiziell die POW, da man sich von der Organisation nachrichtendienstliche Informationen über den russischen Feind erhoffte.

## Kampf gegen die Mittelmächte
Nach der Inhaftierung Piłsudskis und Kazimierz Sosnkowskis durch deutsche Einheiten am 20. Juli 1917 (in Folge der Weigerung Piłsudskis, die Legionen den Treueeid auf die Kaiser von Deutschland und Österreich schwören zu lassen) traten viele der vormaligen Angehörigen der Legionen nach ihrer Entlassung aus der Internierung der POW bei, die ab 1918 von einem Vertrauten Piłsudskis, Edward Rydz-Śmigły, geführt wurde. Die Organisation begann nun, Sabotageakte auch gegen deutsche und österreichische Ziele (Stützpunkte und Nachschub) auszuführen. Die POW arbeitete ab jetzt nur noch im Untergrund, die neue Zentrale wurde – von den österreichischen Behörden unerkannt – in Kellergewölben des Krakauer Wawel eingerichtet. Sie agierte auch in Frankreich, dort wurde sie als Organisation Polonaise Militaire bezeichnet.

## Kriegsende

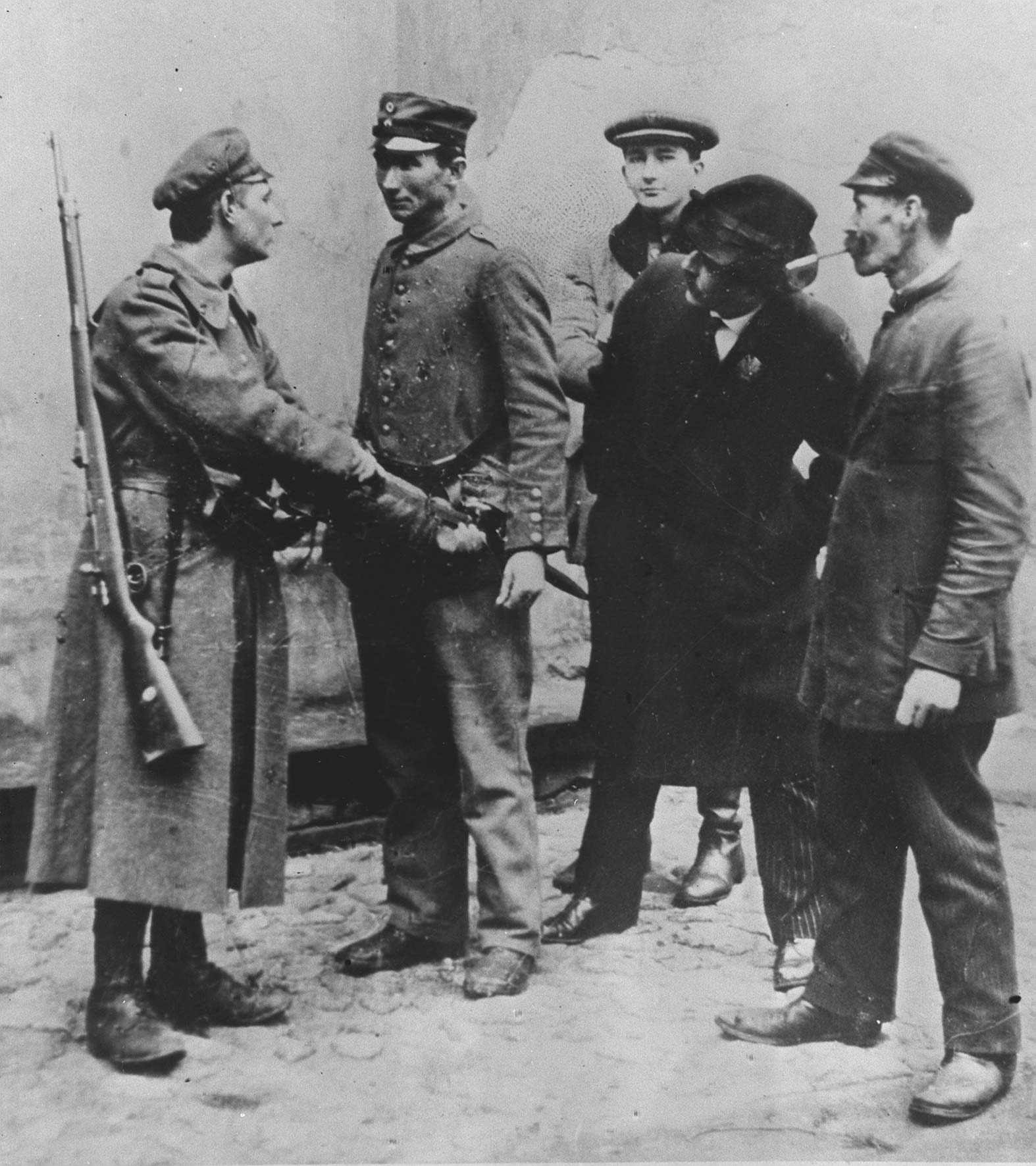
Entwaffnung eines deutschen Soldaten durch POW-Angehörige im November 1918

Im November 1918 war die POW an der Entwaffnung der Truppen der Mittelmächte beteiligt. Sie stellte die Rückführung in deren Heimatländer sicher. Die bei der Entwaffnung der gegnerischen Einheiten erhaltenen Waffen stellten den Grundstock der Ausrüstung der neu aufzustellenden polnischen Armee dar. Bis Mitte November hatten sich die meisten Garnisonen der Kriegsgegner in Galizien und dem Weichselland den POW-Einheiten ergeben. Nach Wiedererlangung der Unabhängigkeit Polens wurde sie im Dezember 1918 in die neu aufgestellte, reguläre polnische Armee eingegliedert. Ihre Mitglieder wurden dort teilweise weiterhin im Nachrichtendienst eingesetzt. In der Ukraine blieb die Organisation noch bis 1920 bestehen; erst dann waren dort die Kämpfe gegen die sowjetischen Einheiten zu deren Gunsten entschieden. In der vom 1. November 1918 bis Mai 1919 geführten Schlacht um Lemberg stellte die dort tätige Gruppierung der POW den Großteil der Kämpfer gegen die angreifenden Einheiten der West-Ukrainischen Volksrepublik. In Polen entstanden zwei regionale Nachfolgeorganisationen, die in regionale Auseinandersetzungen um Grenzziehungen eingriffen. Im Februar 1918 wurde eine Organisation in Posen gegründet und im Februar 1919 in Oberschlesien. Die Posener POW war die entscheidende Einheit beim Posener Aufstand. Die oberschlesische POW (Polska Organizacja Wojskowa Górnego Śląska, POWGŚl) wurde unter Alfons Zgrzebniok zur wichtigsten militärischen, wenn auch inoffiziellen Einheit in den oberschlesischen Aufständen.
Am 10. November 1933 wurde in Anwesenheit vieler Zuschauer in Warschau vom polnischen Präsidenten Ignacy Mościcki ein Denkmal zum Gedenken an die gefallenen POW-Angehörigen enthüllt (Pomnik Peowiaka). In den Folgejahren sollte der 10. November zu einem regelmäßigen Gedenkfeiertag („Święto Peowiaków“) werden.

## Bekannte Mitglieder
Ein Kommandeur der POW war der spätere Marschall Polens, Michał Rola-Żymierski. Józef Beck wurde in der Zwischenkriegszeit Außenminister Polens. Andere Mitglieder der Organisation waren die späteren polnischen Ministerpräsidenten Janusz Jędrzejewicz, Leon Kozłowski und Marian Zyndram-Kościałkowski. Ein Mitglied der Kiewer Sektion der POW war Bolesław Wieniawa-Długoszowski, der nach dem Überfall auf Polen im Jahr 1939 einen Tag lang polnischer Präsident (der Exilregierung) war. Auch der spätere Präsident Aleksander Prystor sowie die späteren Ministerpräsidenten (der polnischen Exilregierung) Tomasz Arciszewski, Jerzy Hryniewski und Stanisław Mackiewicz dienten bei der POW. Der Vater des späteren Schriftstellers Tadeusz Borowski, Stanislaw, war vor dem Weltkrieg Mitglied der POW, was 1926 zu sowjetischen Repressalien gegen die ganze Familie und zur getrennten Deportation des Paares in die Sowjetunion und zur jahrelangen Trennung von ihren Söhnen führte.